# Grafen von Hövel
Die Grafen von Hövel waren ein Adelsgeschlecht, dessen im Herzen Westfalens gelegene Grafschaft seit der Errichtung von Burg Hövel im heutigen Bockum-Hövel (nunmehr Stadtbezirk der Stadt Hamm) bedeutenden Einfluss auf die gesamte Region ausübte. Zu Zeiten ihrer größten Ausdehnung erstreckte sich die Grafschaft Hövel über die gesamte südlich von Münster gelegene Region. Letzter Graf von Hövel war Friedrich von Isenberg. Nach seiner Hinrichtung wegen der Verstrickung in den Mord an dem Kölner Erzbischof Engelbert I. von Berg erlosch die Linie der Grafen von Hövel.

## Geschichte
Über die Herkunft der Grafen von Hövel gibt es in der Literatur zwei verschiedene Angaben. Die erste stützt sich auf eine mittelalterliche Quelle, den sogenannten Annalista Saxo. Diese benennt einen Bernhard aus dem Geschlecht der Grafen von Werl, der eine Tochter namens Ida und eine Enkelin namens Adelheid hatte. Nach den Beschreibungen des Annalista Saxo wäre dieser Bernhard mit Bernhard I. von Werl zu identifizieren, Sohn des Grafen Hermann I. von Werl, dessen ältester Sohn Hermann II. von Werl Stammvater der Grafen von Arnsberg war. Bernhard I. von Werl soll im Jahre 1003 die Grafschaft Hövel als Erbe erhalten und damit die Linie der Grafen von Hövel begründet haben. Um seine Besitzungen besser regieren können, habe er um 1003 die Burg Hövel errichten lassen und sie von da an als Residenz genutzt. Seither habe er sich Bernhard von Werl-Hövel oder auch Bernhard von Hövel genannt. Die Enkeltochter Bernhards, Adelheid von Lauffen, habe schließlich Adolf von Hövel, laut Thomas R. Kraus identisch mit Adolf I. von Berg, aus dem Geschlecht der Grafen von Berg geheiratet und dabei die Grafschaft Hövel als Erbe mit in die Ehe gebracht.
Nach den neueren Forschungen Paul Leidingers, der seit Jahrzehnten mit den Grafen von Werl befasst ist, hat es nie einen Grafen von Hövel aus dem Hause Werl gegeben. Leidinger hat festgestellt, dass sich die Lebensdaten Bernhards I. von Werl nicht bzw. nur unter großen Mühen mit den Angaben zu Bernhard im Annalista Saxo zusammenführen lassen. Anders ist dies bei Bernhard II. von Werl. Hinzu komme, dass Ida von Hövel nicht die einzige Erbtochter eines Grafen Bernhard von Werl gewesen sein könne. Als Tochter von Bernhard I. hatte sie nach dem Annalista Saxo Schwestern, die nach sächsischem Erbrecht zu gleichen Teilen geerbt hätten. Leidinger geht deshalb von einer Verwechslung aus. Der im Annalista Saxo genannte Bernhard sei in Wirklichkeit mit Bernhard II. von Werl zu identifizieren, Vorfahre der Grafen von Arnsberg. Eine Grafschaft Hövel habe es also zunächst nicht gegeben; die Ländereien hätten vielmehr im Besitz der Arnsberger gestanden. Erst als im Jahre 1124 das Geschlecht der Grafen von Arnsberg im Mannesstamm erlosch, sei Hövel durch Erbteilungen in die Hände Adolfs II. von Berg gelangt, der somit auch der erste Graf von Hövel gewesen sei.
Es ist somit ungewiss, ob die Grafschaft Hövel schon um 1003 oder erst um 1124 herum entstanden ist. 1180 wurde sie im Zuge der Altenaischen Erbteilung in ihren nördlich und ihren südlich der Lippe gelegenen Teil gespalten. Grob betrachtet, ging der nördlich der Lippe gelegene Teil an die altenaisch-märkische Seitenlinie der Grafen von Berg, der südlich der Lippe gelegene Teil an die isenbergische Linie, die auch den Titel Graf von Hövel weiterführte.
Die Grafschaft Hövel wurde zu Zeiten ihrer größten Ausdehnung im Westen von Dortmund begrenzt – die Stadt Dortmund selbst gehörte nicht zu ihrem Gebiet. Im Nordwesten erstreckte sich die Grafschaft bis nach Westerwinkel (heute im Ascheberger Ortsteil Herbern gelegen) und Stockum (heute zu Werne gehörig). Im Norden grenzte sie an das Herrschaftsgebiet Münsters, so dass der Einfluss der Höveler Grafen sich bis Telgte und Freckenhorst erstreckte. Im Osten reichte die Grafschaft bis an die Besitzungen Paderborns heran. Im Süden gehörten Werl und die um Soest gelegenen Gebiete (ohne die Stadt Soest) zum Einflussbereich der Grafen von Hövel.
Seit Adolf II. von Berg erstreckte sich Hövels Einflussgebiet über Kamen und Unna bis zum Stift Essen (ohne die Stadt Essen) und Isenberg, im Süden bis nach Altena.
Die Grafschaft wurde zunächst von Burg Hövel aus regiert. Später verlagerte Eberhard I. von Berg-Altena die Residenz in die von ihm erbaute Burg Nienbrügge, die er als Sicherungsposten für die Grafschaft Hövel hatte erbauen lassen. Von dort aus hatte er eine bessere Kontrolle über seine Alloden. Als durch die Altenaische Erbteilung Burg Hövel für den isenbergischen Teil der Familie, der den Grafentitel weiterführte, verloren ging, wurde der Ausbau Nienbrügges als Ersatzresidenz deutlich forciert und vorangetrieben.
Die folgende Darstellung der verschiedenen Generationen des Höveler Adelshauses geht von den Schlussfolgerungen aus, wie sie sich aus dem Annalista Saxo ergeben. Schließt man sich Leidingers Forschungen an, beginnt die Linie der Grafen von Hövel erst mit Adolf II. von Berg; die vierte Generation der Grafen von Hövel wäre nach dieser Auffassung die erste Generation. Burg Hövel wäre dann ebenfalls deutlich später erbaut worden.

### Bernhard von Werl, geb. um 983
Der um 983 geborene Bernhard von Werl erhielt nach unsicherem Forschungsstand ganz Mittelwestfalen als Erbe; womöglich auch das Stift Essen. Um das Jahr 1003 soll Bernhard in seine Grafschaft umgezogen sein, um eine bessere Übersicht zu haben - in diesem Gau lagen seine meisten Comitate. Er fand die günstigste Stelle an der großen Heerstraße, die vom Hellweg zur Ostsee verlief, und zwar kurz hinter der Lippefurt in einer Senke des nördlichen Hügels. Von hier aus konnte er den gesamten Haarstrang übersehen. Er erbaute sich hier eine Burg und nannte sich des Hügels wegen nur noch Graf Bernhardus de Huvili, Graf von der Grafschaft Huvili. In den Jahren von 1015 bis 1025 muss Graf Bernhard von Hövel geheiratet haben. Seine Ehefrau blieb mit Namen unbekannt. Etwa im Jahr 1020/25 gebar seine Ehefrau ihm eine Tochter. Wegen des zu der damaligen Zeit herrschenden „Ida-Kultes“ nannte er seine Tochter Ida. Ortsheimatpfleger Schroeder geht davon aus, dass Bernhard, wie es damals übliche Gepflogenheit war, zur Feier des freudigen Ereignisses der Geburt auf dem Hügel eine Eigenkirche gestiftet habe und dass hier die Ursprünge der St.-Pankratius-Kirche in Hövel liegen. Der Heilige Pankratius, einer der Vierzehn Nothelfer, wurde zu dieser Zeit hoch verehrt. Bernhard sei damit dem Vorbild seines Großvaters gefolgt. Die Eigenkirche habe nicht dem Bischof unterstanden. Für die Unterhaltung der Kirche und des Priesters habe Bernhard selbst aufkommen müssen. Nach der damaligen Bauweise müsse es ein kleines, aus Holz gezimmertes Kirchlein gewesen sein.
Graf Bernhard von Hövel hat sich fast nur im Gefolge des Kaisers und des Erzbischofs Heribert von Köln aufgehalten. Auch beim Bischof Meinwerk von Paderborn war er des Öfteren anzutreffen. Er schenkte dem Abt des neugegründeten Klosters bei Deutz einen Hof mit mehreren Grundstücken in Rhade bei Altena. Gleichzeitig ist urkundlich vermerkt, dass er verschiedene Oberhöfe in der Bauerschaft Assen in Lippborg und in Honsel, etwa 6 km von Werl entfernt, käuflich erwarb.
Nach Schroeder stiftete Bernhard bald nach der Stiftung der Eigenkirche St. Pankratius in Hövel erneut eine Eigenkirche in Herringen. Dies muss um die Jahre 1032/35 gewesen sein. Er bat den Abt des Klosters Deutz, diese Kirche einzuweihen. Dieser Bitte kam der Abt gerne nach, da Graf Bernhard von Hövel ihm erst vor kurzer Zeit den Hof bei Rhade geschenkt hatte.

### Erste Generation – Ida von Hövel, geb. um 1020/25
Bernhard hatte keinen Sohn. Durch seine einzige Tochter ging sein Besitz an andere Familien über, insbesondere an die Grafen von Berg. Etwa in den Jahren 1050/55 muss seine Tochter Ida von Hövel den Edelherrn Heinrich von Lauffen geheiratet haben. Die beträchtliche Entfernung von der Burg Hövel bis zum Neckar zeigt, wie weit die Grafen mit ihren Familien herumgereist sind. Vielleicht reisten sie, wie es zu dieser Zeit üblich war, im Gefolge des Kaisers, Königs oder eines Bischofs. Kurz nach der Geburt einer Tochter mit Namen Adelheid muss ihr Vater Heinrich von Lauffen verstorben sein; denn nach der Chronik der Burg Lauffen soll der Leichnam des Edelherrn von Lauffen von Mäusen aufgefressen worden sein. Schroeder geht davon aus, dass für ihren Großvater, Graf Bernhard von Hövel, die Geburt Adelheids von Lauffen erneut Anlass war, auf seinem Grund und Boden in Bockum (frühere Schreibweise Buchem, Bochem oder Bukheim) aus Holz ein Kirchlein zu errichten. Er habe die Kirche dem Heiligen Stephanus gewidmet, der zu den ersten gemarterten Christen gehörte – davon zeuge noch heute die St.-Stephanus-Kirche in Bockum (Stadtbezirk Bockum-Hövel der Stadt Hamm). Stephanus wurde in der Zeit um 1050 hoch verehrt. Gleichzeitig habe Bernhard einen weiblichen Orden nach Hövel geholt, der noch keiner Gemeinschaft angeschlossen war. Diesen habe er auf dem heutigen Klosterhofe angesiedelt. Dieser Hof soll nach den gemachten Funden schon zur Römerzeit besiedelt gewesen sein; denn man fand 1803 römische Lanzenspitzen und kleinere Hufeisen, die von Maultieren getragen wurden. Der Pfarrer Sutthoff scheint diese Funde identifiziert zu haben. Dass die Vermutung stimmt, sei im Jahre 1927 erneut durch Museumsdirektor Bänfer aus Hamm bestätigt worden; denn Maurer fanden beim Ausschachten des Kellers auf der Klostermühle ein römisches Schwert und verschiedene andere Gegenstände. Der Onkel der Adelheid war Bruno von Lauffen, der Erzbischof in Trier war. Durch seine Vermittlung heiratete die Mutter Ida von Lauffen, eine geborene von Hövel, den sächsischen Grafen von Ertiniburg.

### Zweite Generation – Adelheid von Lauffen, geb. um 1050/60
Die Enkelin des Grafen Bernhard von Hövel, Adelheid von Lauffen, heiratete um das Jahr 1070 den Grafen Adolf von Berg-Hövel, urkundlich erwähnt als Adolf de Huvili. Dessen Vater, Graf Adolf Graf von Berg, war um diese Zeit bereits Vogt im Deutzgau, außerdem Vogt von Gerresheim, Werden und Berg. Nach dessen Tode wurde Adolf von Berg-Hövel erblicher Vogt von Deutz und durch die Heirat mit Adelheid Herrenvogt vom Kloster Hövel sowie erblicher Vogt vom Stift Essen und vom Reichskloster Werden. Erbe der Grafschaft Hövel konnte Adelheid von Berg noch nicht werden, da ein männlicher Abkomme aus dem Geschlechte der Werler Grafen, und zwar Graf Hermann vom Groningerland, noch lebte. Aber es dauerte nicht mehr lange, bis sie die Erbschaft antreten konnte, denn Hermann von Groningerland verstarb kinderlos wenige Jahre später. Jetzt wurde Adolf von Berg-Hövel in den Adelsstand derer von Hövel erhoben. Die Urgroßmutter seiner Frau war die Tochter des Königs Konrad von Burgund und ihr Onkel, Bruno von Lauffen, war Erzbischof von Trier. Adolf I. von Berg-Hövel war sehr viel in Begleitung des Erzbischofs Anno in Köln. Im Beisein des Erzbischofs von Köln unterzeichnete er die geschlossenen Verträge stets mit Adolf von Hövel. Zusätzlich war Adolf noch Graf im Auelgau/Siegburg.
Mit Adelheid von Lauffen zeugte Adolf einen Sohn, Adolf I. von Berg. Nach dem Tod ihres Gatten im Jahre 1090 heiratete Adelheid erneut, und zwar Friedrich I. von Sommerschenburg. Die Hochzeit muss – je nach Quelle – 1090 oder 1093 stattgefunden haben. Eine Angabe, nach der sie ihren ersten Gatten 1090 und ihren zweiten 1120 geehelicht haben soll, ist offensichtlich unrichtig, da ihr erster Gatte 1090 nicht mehr lebte. 1120 ist vielmehr das Todesdatum Friedrichs, ihres zweiten Ehemannes.

### Dritte Generation – Adolf I. von Berg, geb. um 1078
Nächster Graf von Hövel war Adolf I. von Berg. Er war verheiratet mit Adelheid von Kleve, Tochter des Grafen Rütger II. Mit ihr zeugte Adolf I. drei Söhne, und zwar Adolf II. von Berg, Everhard von Berg und Bruno II. von Berg. Aber schon nach der Geburt seines dritten Kindes starb Adolf I. von Berg.
Durch die Heirat seiner Mutter Adelheid von Lauffen mit Adolf von Berg-Hövel ist diese Linie der ehemaligen Grafen von Werl und Hövel in der Linie der Grafen von Berg aufgegangen – Adolf I. gilt als Begründer des Berger Grafengeschlechts. Die Werler Grafen sind somit die Vorfahren der Grafen von der Mark, den späteren Gründern der Grafschaft Mark und der Stadt Hamm.

### Vierte Generation – Adolf II. von Berg, geb. um 1095
Adolf II. von Berg (* um 1095; † 12. Oktober 1170 in Odenthal-Altenberg) war der Sohn von Adolf I. von Berg (auch genannt Adolf I. de Monte) und regierte von 1115 bis 1160 die Grafschaft Berg. In den Urkunden und Dokumenten wurde er zum ersten Mal 1115 genannt. Er war zu diesem Zeitpunkt Graf und Vogt der Benediktinerabtei Werden und ungefähr 20 Jahre alt. 1120 heiratete er die Tochter Adelheid des Grafen von Arnsberg und festigte so seinen Besitz in Westfalen. Folgt man den Forschungen Leidingers, war es diese Verbindung zum Hause Arnsberg, die Adolf II. zum Erbe Hövels gemacht hat. Die zweite Ehe schloss Adolf um 1127 mit einer Nichte des Kölner Erzbischofs Friedrich I. von Schwarzenburg. Adolf II. war der Gründer von Schloss Burg. 1133 wurde von ihm die alte Stammburg der Grafen von Berg, die Burg Berge in Odenthal-Altenberg, an den Zisterzienser-Orden übergeben. Im Jahr 1138 war er Vogt der Abtei Siegburg. Ferner war er Vogt von Werden, Dünnwald, Deutz und Cappenberg sowie der rechtsrheinischen Besitzungen des Domstiftes. Von großer wirtschaftlicher und politischer Bedeutung für die Grafschaft Berg war die Kontrolle der Handelswege zwischen Köln und Dortmund sowie der Silberreichtum des Bergischen Landes, der durch Münzprägungen ab dem zweiten Drittel des 11. Jahrhunderts dokumentiert ist. Auch Adolf II. von Berg ließ in Wildberg, Bensberg und Siegburg Münzen schlagen. Wie andere deutsche Fürsten beteiligte er sich an den Kreuzzügen, sein Sohn Adolf fiel 1148 vor Damaskus. Im Jahre 1152 ließ er die Burg Altena ausbauen. Im Jahr 1160 gab er die Ämter ab und wurde Mönch in Altenberg. Er starb sehr wahrscheinlich am 12. Oktober 1170 und wurde zuerst in der Markuskapelle, dem ältesten Gebäude Altenbergs aus dem Jahr 1125, begraben. Nachdem das Querschiff des Altenberger Doms fertiggestellt war, wurden die Gebeine anlässlich des Begräbnisses von Propst Konrad 1313 in den Dom überführt.
Die Söhne Eberhard I. von Berg-Altena († 1180) und Engelbert I. von Berg († 1189) teilten nun das Territorium unter sich auf. Dazu gehörte auch die Grafschaft Hövel, deren Graf Adolf seit 1128 war.
Adolfs andere Söhne hatten kirchliche Ämter inne: Friedrich II. von Berg war von 1156 bis 1158 Erzbischof von Köln, Bruno III. von Berg war Kölner Erzbischof von 1191 bis 1193, und Adolf war Abt des Klosters Werden von 1160 bis 1174.

### Fünfte Generation – Eberhard I. von Berg-Altena, geb. um 1130
Der um 1130 geborene und am 23. Januar 1180 verstorbene Eberhard I. von Berg-Altena war der Sohn von Graf Adolf II. von Berg und Irmgard von Wasserburg. Sein Bruder war Graf Engelbert I. von Berg († 1189), mit dem er in langjährigem Streit lag. Er war verheiratet mit Adelheid von Cuyk-Arnsberg. Seine Kinder waren Graf Adolf von Berg-Altena, Erzbischof Adolf von Altena (* 1157, † 1220), Graf Arnold von Altena (* ca. 1150, † 1209), Graf Friedrich von Berg-Altena (* 1173, † 1198) und seine Tochter Oda († 1224), verheiratet mit Graf Simon von Tecklenburg.
Eberhard von Berg war vermutlich der Erbauer der ersten Burg Nienbrügge und Graf von Hövel seit 1166.

### Sechste Generation – Arnold von Altena, geb. vor 1150
Graf Arnold von Altena (* vermutlich vor 1150; † nach 1206, vermutlich 1209) war der Sohn von Eberhard I. von Berg-Altena. Er ließ zusammen mit seinem Bruder, dem Kölner Erzbischof Adolf I., die Isenburg bei Hattingen errichten und verfügte über viele Liegenschaften. Arnold war der Bruder von Graf Friedrich von Berg-Altena (* 1173, † 1198), einem anderen Sohn von Eberhard I. von Berg-Altena und Vater von Graf Adolf I. von der Mark. Friedrich war es, der den Oberhof Mark zugunsten seines Sohnes zur Burg Mark ausbauen ließ.
Nach dem Tode seines Vaters Eberhard wurde die Grafschaft im Rahmen der Altenaischen Erbteilung gespalten. Arnold und sein Bruder Friedrich von Altena teilten den gesamten Besitz unter sich auf. Das Verhältnis zwischen den Brüdern scheint also nicht ganz spannungsfrei gewesen sein. Nach Uta Vahrenhold-Huland war Friedrich von Altena der Initiator der Erbteilung, für deren Art es in Westfalen kein Beispiel gibt. Im Gegensatz zur Berg-Altenaischen Territorialteilung von 1161 handelt es sich hier um eine Gemengeteilung. Gerechtsamkeiten, Alloden und Lehen wurden – für damalige Verhältnisse mit ungewöhnlicher Genauigkeit – nach folgenden Teilungsprinzipien getrennt:
- Beide Brüder besaßen gemeinsame, unteilbare Rechte an demselben Objekt.
- Beide Brüder verfügten über getrennte Rechte an demselben Besitz.
- Beide Brüder hatten verschiedene Güter oder Rechte an demselben Ort.
- Beide Brüder besaßen Rechte und Besitzungen in benachbarten Orten.

Nach diesem Teilungsmodus ging man auch bei der Aufteilung der Grafschaft Hövel zu Werke, die hierbei, genau wie die Grafschaften Bochum und Altena, zersplittert wurde. Die Großgrafschaft Hövel bestand aus drei Comitaten, den Grafschaften Warendorf, Ahlen und Unna. Warendorf und Ahlen lagen nördlich der Lippe im Bistum Münster, das Comitat Unna hingegen südlich der Lippe. Die Comitate wurden nun zwischen den Brüdern geteilt. Der Go Warendorf fiel Arnold zu, der Go Telgte gelangte an Friedrich.
Im Falle des Comitats Ahlen kam der Go Rinkerode, in dem auch die alte Stammburg Hövel lag, die sich zuvor in Arnolds Besitz befunden hatte, an Friedrich von Altena. Der Go Ahlen wurde Arnold zugeteilt. Bei der Teilung des Comitats Unna erhielt Arnold den Go Benker Heide, Friedrich den Go Unna. Im Go Benker Heide, unmittelbar an der Lippe, nur wenige Kilometer von seiner ehemaligen Burg Hövel entfernt, lag Nienbrügge.
Die Altenaische Teilung war kein Prozess, der in einem Zuge durchgeführt wurde, sondern zog sich vermutlich bis in die neunziger Jahre hin. Als Friedrich von Altena 1199 starb, muss er jedoch unumkehrbar vollzogen gewesen sein. Ansonsten hätte Friedrichs Sohn, Graf Adolf I. von Altena, der spätere Adolf I. von der Mark, wohl kaum unwidersprochen das Erbe des Vaters antreten können.
Obwohl Arnold und Friedrich, beide zu gleichen Teilen, ihre Stammburg Altena als Lehen von Köln besaßen, zog sich Arnold schon früh daraus zurück. Er verkaufte seinen Anteil nicht an seinen Bruder, sondern an seinen Lehnsherrn, den Erzbischof Philipp von Heinsberg. Nach Philipps Tod gelangte der Anteil der Burg dann wieder an ihn zurück, bis er sie 1200 an seinen Bruder Adolf von Altena veräußerte, den ehemaligen Kölner Erzbischof und Herzog von Westfalen. Der Verkauf seines Burganteils ist möglicherweise als feindlicher Akt gegen seinen Bruder zu sehen, da der Erzbischof den Anteil an Fremde belehnte, die nun neben Friedrich auf der Burg Einzug hielten. Genauso ist allerdings denkbar, dass der Erzbischof der eigentliche Initiator der Altenaischen Erbteilung war, um die Möglichkeit der Entstehung einer großen territorialen Herrschaft in seinem Herzogtum schon im Ansatz zu verhindern. Er könnte also Arnold zu dem Verkauf genötigt haben.
Als Konsequenz daraus ließ Arnold die Burg Nienbrügge und die Isenburg ausbauen bzw. errichten.
Graf Arnold von Hövel und Altena hatte neun Söhne, die alle versorgt werden wollten. Er verstand es aber, dass sechs Söhne den geistlichen Beruf ergriffen – drei wurden Fürstbischöfe und drei Propst oder Domherr. Die drei anderen wurden weltliche Grafen, und zwar der älteste und die beiden jüngsten Söhne. Der jüngste, genannt Wilhelm Graf von Isenberg, erbte die Burg Isenberg und verstarb als Lediger. Adolf von Altena heiratete in das Geschlecht derer von Arnsberg-Holte ein und nannte sich Graf von Holte. Eberhard erbte die Grafschaft Altena und verstarb 1209 unverheiratet.

### Siebte Generation – Friedrich von Isenberg, geb. vor 1193
Dadurch wurde Arnolds zweitältester Sohn, Friedrich von Isenberg, zum Erben der väterlichen Güter, insbesondere auch der Stadt und Burg Nienbrügge. Friedrich, bis dahin Domherr zu Köln, resignierte und trat sein Erbe als Graf von Isenberg-Nienbrügge-Hövel an. Bis mindestens 1212, möglicherweise 1214 blieb Friedrich Gefolgsmann des welfischen Kaisers Otto IV., bis Otto im Kampf um die Kaiserkrone dem staufischen König Friedrich II. unterlag und Graf Friedrich von Altena, so wie viele Adlige, die Fronten wechselte. Diese unterschiedliche Positionierung der Adeligen schuf für Friedrich ungünstige Ausgangsbedingungen in den späteren Auseinandersetzungen zwischen den ursprünglich dem Welfen treuen Adeligen und dem Friedrich dem Staufer zugewandten Kölner Erzbischof.
1214 heiratete Friedrich von Isenberg Sophia von Limburg, die Tochter von Walram III. (Graf von Luxemburg und ab 1221 Herzog von Limburg a.d. Maas).
Arnold von Altenas Sohn Friedrich von Isenberg ging als der Mörder des Erzbischofs Engelbert I. von Köln, der auf Befehl des Papstes und mit Billigung des Kaisers die Erpressungen Friedrichs gegen das Stift Essen unterbinden sollte, in die Geschichte ein.
Mit Friedrich von Isenberg endete die Linie der Grafen von Hövel. Für seine Beteiligung an dem Mord an Erzbischof Engelbert I. von Köln aufs Rad geflochten, wurden seine Besitztümer unter anderen Edelleuten aufgeteilt.
Hier ist insbesondere Graf Adolf I. von der Mark zu nennen, der Nienbrügge schleifte und in der Folge die Stadt Hamm gründete. Die restlichen Besitztümer der Grafschaft Hövel wurden unter der Regentschaft des Fürstbischofs Graf Dietrich von Altena in das Hochstift Münster einverleibt. Da der Fürstbischof die Gogerichtsbarkeit über die Region ausübte, hatte Adolf I. quasi keine eigene Herrschaftsgewalt in den nördlich der Lippe gelegenen Gebieten und gab die Herrschaft dort deshalb ganz auf.
Im Übrigen befanden sich die Herrschaftsgebiete derer von Berg-Altena – in den Jahren nach 1180 mühselig aufgeteilt – nun wieder in einer Hand. Dies sind die Anfänge der Grafschaft Mark.

## Zu den Grafen von Hövel siehe auch
- Grafen von Werl
- Grafschaft Arnsberg
- Grafschaft Berg
- Grafschaft Mark
- Grafen von der Mark